# Mount Harrington, Västantarktis
Mount Harrington är ett berg i Antarktis. Det ligger i Västantarktis. Nya Zeeland gör anspråk på området. Toppen på Mount Harrington är 2 556 meter över havet.
Terrängen runt Mount Harrington är bergig söderut, men norrut är den kuperad. Trakten är obefolkad. Det finns inga samhällen i närheten. 